# Darius Khondji
Darius Khondji (Teherán, 21 de octubre de 1955) es un director de fotografía irano-francés conocido por cintas como Delicatessen (1991), Seven (1995), Amour (2012) y Medianoche en París (2011).

## Carrera
Tras pasar los años de formación de cinematografía en los Estados Unidos, regresó a Francia en 1981 donde trabajó como asistente de fotografía e iluminación para comerciales y películas. Fue en 1990 con la cinta Delicatessen de Jean-Pierre Jeunet y Marc Caro que su trabajo comienza a atraer la atención por su particular estética, lo que le valió trabajar posteriormente con David Fincher en el thriller Seven.

## Filmografía
Como director de fotografía
- Embrasse-moi (1989)
- Le trésor des îles chiennes (1990)
- Delicatessen (1991)
- Prague (1992)
- Shadow of a Doubt (1993)
- Parano (1994)
- La ciudad de los niños perdidos (1995)
- Marie-Louise, una americana en París (1995)
- Seven (1995)
- Belleza robada (1996)
- Evita (1996)
- Alien: resurrección (1997)
- In Dreams (1999)
- The Ninth Gate (1999)
- The Beach (2000)
- Panic Room (2002)
- Anything Else (2003)
- Wimbledon (2004)
- The Interpreter (2005)
- Zidane: A 21st Century Portrait (2006)
- My Blueberry Nights (2007)
- Funny Games U.S. (2007)
- The Ruins (2008)
- Chéri (2009)
- Medianoche en París (2011)
- Amour (2012)
- To Rome with Love (2012)
- The Immigrant (2013)
- Magic in the Moonlight (2014)
- Irrational Man (2015)
- La ciudad perdida de Z  (2016)
- Okja (2017)
- Uncut Gems (2019)
- Bardo, falsa crónica de unas cuantas verdades (2022)
- Mickey 17 (2024)

## Premios y distinciones
Premios Óscar
| Año  | Categoría        | Película | Resultado |
| ---- | ---------------- | -------- | --------- |
| 1997 | Mejor fotografía | Evita    | Nominado  |